# قلعة بيدسكان
قلعة بيدسكان أو قلعة بيدسغان هي قلعة تاريخية تعود إلى القاجاريون، وتقع في بيدسغان، مقاطعة فردوس.